# کارموستین
کارموستین (به انگلیسی: CARMUSTINE)
رده درمانی: داروهای آلکیله‌کننده درمان سرطان
اشکال دارویی: آمپول

## موارد مصرف
در تومورهای مغزی مثل گلیوبلاستوم، مدولوبلاستوم، آستروسیتوم؛ میلوم مولتیپل، بیماری هوچکین و سایر لنفومها، تومورهای معدی و روده‌ای، هپاتوم.

## مکانیسم اثر
موجب آلکیله شدن DNA و RNA می‌شود؛ این دارو قادر است با مهار ساخت آنزیم‌ها از سنتز پروتئین جلوگیری نماید.

## عوارض جانبی
خونی: ترومبوسیتوپنی، لکوپنی، سرکوب ردهٔ میلوئید، آنمی. 
گوارشی: تهوع، استفراغ، بی اشتهایی، استوماتیت، مسمومیت کبدی.  
ادراری تناسلی: ازوتمی، نارسائی کلیوی.  
پوستی: سوزش، پررنگ شدن پوست در محل تزریق. 
تنفسی: فیبروز، ارتشاح ریوی. 